# 宮崎直定
宮崎 直定（みやざき なおさだ）は、戦国時代の武将。畠山氏の家臣。

## 概要
紀伊国の宮崎氏は熊野別当湛増の末裔とされ、宮崎荘を本拠地とした国人。通説では嘉応年間の宮崎定範から天正13年（1585年）に豊臣秀吉によって没収されるまで約400年間宮崎荘の領主であったとされるが、史料から確認できる「安養寺文書」内の寛正2年（1461年）9月付の文書に見える藤原定経や永正11年（1514年）10月付の文書に見える藤原定軌、飛鳥神社にある文明8年（1476年）7月16日付の棟札に見える藤原定弘らが宮崎氏の祖とされる。
直定は『有田市誌』所収の系譜によると宮崎慶真の子とされるが、『古今采輯』によると湯河直光の子とされる。
後世の資料によると宮崎荘7箇所3000石を領地としていたものの、天正13年（1585年）に豊臣秀吉によって没収されたという。